# 야마테

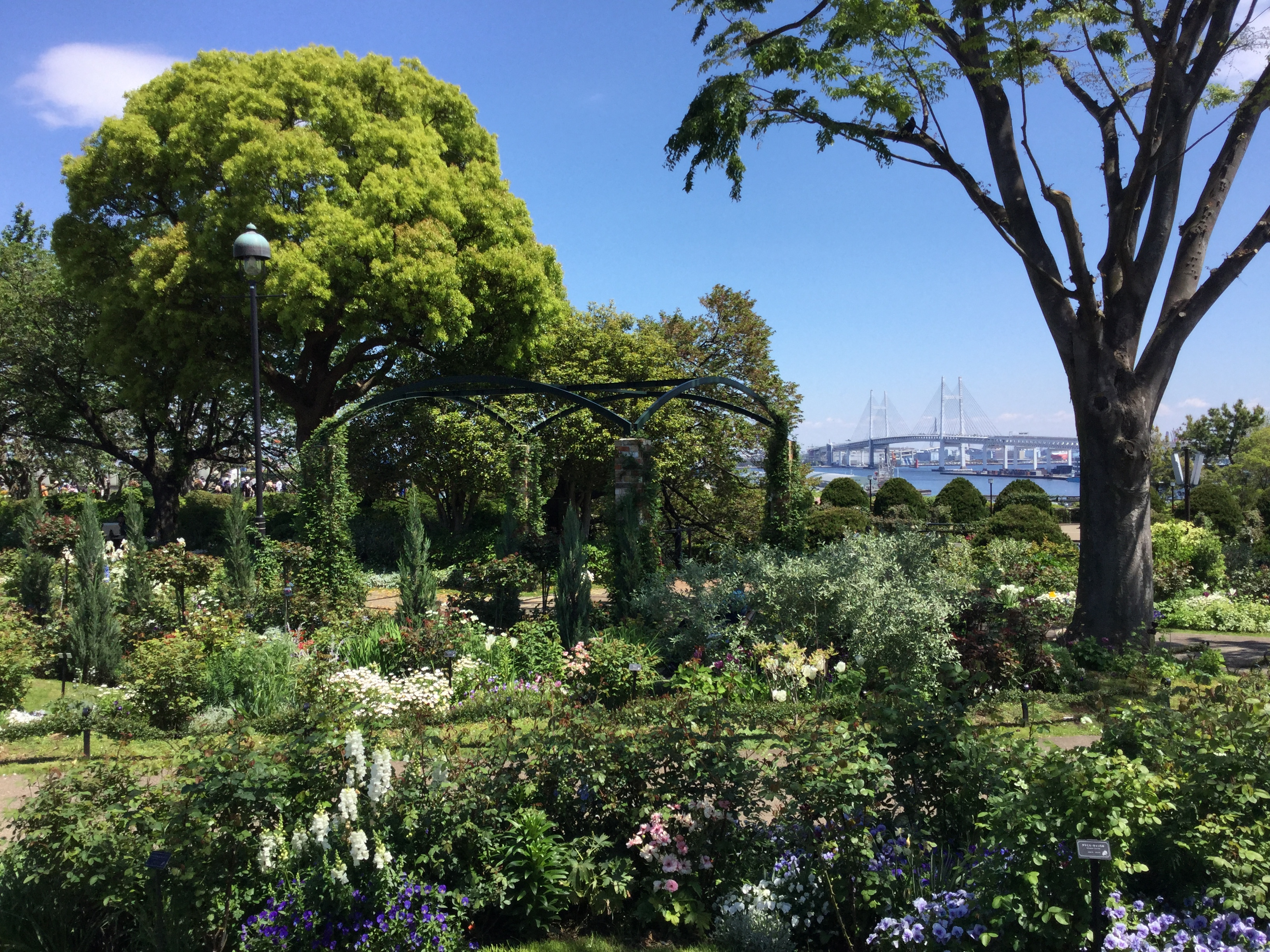
요코하마시 미나토노미에루오카 공원에서 본 야마테 (요코하마 베이브리지)

야마테(일본어: 山手)는 니카구의 역사적인 이웃지역의 이름이다. 메이지 시대와 다이쇼 시대에 외국인의 거주 지역으로 유명하며 영어로 더 블러프(The Bluff)로 불렸다.요코하마를 대표하는 상가 중 하나인 모토마치의 남쪽 고지대로 고급 주택가, 관광지로 유명하다.
미일 수호 통상 조약에 따라 요코하마항이 처음 외국 교역에 개방되던 1859년, 외국의 정착지가 처음으로 간나이로 알려진 낮은 지대로 제한되었다. 간나이 정착지의 산업 활동은 급속히 가용 공간을 키우게 되었고 상승된 야마테 블러프(Yamate Bluff)의 공사가 1862년 시작되었다. 처음에는 외국의 외교 공동체를 위한 거주 지역이었으며 블러프 위에 러드퍼드 올콕의 거주지가 세워졌다.

## 관광
- 페리스 조가쿠인 대학 캠퍼스
- 일본의 로마 가톨릭교회
- 일본 성공회
- 일본의 로마 가톨릭교회
- 개신교 요코하마 연합 교회

## 교통
- 모토마치·주카가이역: 요코하마 고속 철도 미나토미라이선의 종점
- 동일본여객철도 네기시선의 이시카와초역
- 페리스 조가쿠인 대학
- 야마테역